# كماسة
ڭماسة هي قرية جبلية مغربية وسط المملكة. تنتمي ڭماسة لإقليم شيشاوة. تضم هذه القرية 9.280 نسمة (إحصاء 2004).